# Arbatsko-Pokrovskaja-lijn
De Arbatsko-Pokrovskaja-lijn ( Russisch: Арбатско-Покровская линия , IPA:  [ɐr'bat͡skə-pɐ'krofskɐjə 'l ʲ in ʲ ijə] ) (Lijn 3) is een 45,1 kilometer lange metrolijn en daarmee de langste van de Metro van Moskou en telt 22 metrostations. Deze lijn is chronologisch de tweede geopende lijn in de Metro van Moskou en verbindt de twee wijken Noord Izmajlovsko en Krasnogorsk met elkaar.  Aan deze lijn zijn veel veranderingen uitgevoerd vooral door de meningsverschillen en omdat de lijn verschillende keren verlegd is.

## Geschiedenis

### De eerste tien jaar
Het oorspronkelijke traject liep tussen station Moskva Kievskaja en station Moskva Koerskaja. De lijn is in 1938 ontstaan door de zijlijn van de oorspronkelijk metro te verbinden met de diepliggende tunnel tussen Plosjtsjad Revoljoetsi en Koerskaja, die als onderdeel van de tweede fase (1935-1938) van de metrobouw was geboord. Hiervoor werd tussen het toenmalige station Komintern en het Theaterplein een helling gebouwd als verbinding tussen de zijlijn en station Revolutieplein (Plosjtsjad Revoljoetsi). De splitsing ten zuiden van station Ochotny Rjad werd opgeheven en op 13 maart 1938 werd lijn 3 tussen Kievskaja en Koerskaja geopend. Via de middengang van station Plosjtsjad Sverdlova konden de reizigers overstappen tussen lijn 1 en 3. Station Plosjtsjad Sverdlova werd korte tijd later geopend als het zuidelijke eindpunt van lijn 2. Tijdens de Tweede Wereldoorlog werd gebouwd aan de verlenging ten oosten van Koerskaja. Op 18 januari 1944 werd de lijn tot het fort bij het Izmajlovski park, het huidige station Partizanskaja, geopend.

### Schuilkelders voor Stalin
Stalin achtte de stations van de voormalige zijlijn ongeschikt als schuilkelder, zeker in verband met de nucleaire dreiging ten tijde van de Koude Oorlog. Hij besloot dan ook tot sluiting van de zijlijn en gaf opdracht tot een nieuwe geboorde tunnel tussen het Revolutieplein en Kievskaja. Hiertoe werd naast de verbindingshelling een nieuwe tunnel geboord via Arbatskaja en Smolenskaja naar Kievskaja. De stations Arbatskaja en Smolenskaja kregen dezelfde namen als de stations die ze moesten vervangen maar liggen op een andere plaats, het gevolg is dat de namen nu zowel op lijn 3 als lijn 4 bestaan. Op 5 april 1953 werd de oude zijlijn gesloten en de nieuwe tunnel geopend. De hele lijn bestond nu uit rijkelijk versierde stations die kenmerkend zijn voor de Stalinistische tijd.

### Bovengronds
Na de voltooiing van de geboorde tunnel onder het centrum werd de verlenging aan de oostkant ter hand genomen, met als eerste stap op 24 september 1954 een perron in het depot van Ismajlovsko ten behoeve van de naastgelegen buurt. Voormalige metrobaas en inmiddels Stalins opvolger Nikita Chroesjtsjov koos voor versobering en had ook geen bezwaar tegen bovengrondse trajecten. Voor de westelijke verlenging werd een bovengronds traject gebouwd dat via Rezervnija Projesd ten westen van Kievskaja werd aangesloten. Chroesjtsjov liet de oude zijlijn renoveren en koppelde deze aan het bovengrondse traject in het westen en creëerde daarmee lijn 4. Hierna was Kievskaja-diep tot 6 mei 2003 het westelijke eindpunt. Aan de oostkant kwam in 1961 het bovengrondse station Izmailovski park en werd het provisorium in het naastgelegen depot gesloten. Eveneens op 21 oktober 1961 werd het ondergrondse station Pervomajskaja geopend en op 22 juli 1963 volgde het eindpunt Sjtsjolkovskaja. Deze laatste twee stations zijn gebouwd in de sobere badkamerstijl uit de periode 1960-1980, waarbij zuilen op het perron het dak dragen en de wanden betegeld zijn.

### 21e eeuw
In het metroplan van 1971 was een verlenging in zuidwestelijke richting opgenomen. Dit is ongeveer het traject dat door de westelijke verlenging van lijn 8 wordt gevolgd. Pas vanaf 2000 werd de westelijke verlenging van lijn 3 weer opgepakt. De eerste twee stations ten westen van Kievskaja werden weer met pracht en praal uitgevoerd in een diep gelegen tunnel, Park Pobedy is zelfs het diepst gelegen station van de Moskouse metro. De lijn komt bovengronds bij Koentsevskaja waarna tot Strogino het voor lijn 4 beoogde traject wordt gebruikt. Daarna volgt de lijn het tussen 2008 en 2012 gebouwde traject naar het noordwesten, dat in eerdere plannen onderdeel zou worden van de westelijke verlenging van lijn 8.

## Metrostations
| Station                | Overstappunt                                                  | Foto | Geopend     | Nr. | Opmerkingen |
| ---------------------- | ------------------------------------------------------------- | ---- | ----------- | --- | --- |
| Pjatnitskoje Sjosse    |                                                               |      | 20 dec 2012 |     | |
| Mitino                 |                                                               |      | 26 dec 2009 |     | |
| Volokolamskaja         |                                                               |      | 26 dec 2009 |     | |
| Mjakinino              |                                                               |      | 26 dec 2009 |     | |
| Strogino               |                                                               |      | 7 jan 2008  | 211 | |
| Krylatskoje            |                                                               |      | 31 dec 1989 | 066 | Tot 7 januari 2008 was dit het westelijke eindpunt van lijn 4                                                                                           |
| Molodjozjnaja          |                                                               |      | 5 jul 1965  | 065 | Tot 31 december 1989 was dit het westelijke eindpunt van lijn 4                                                                                         |
| Koentsevskaja          |                                                               |      | 5 jul 1965  | 210 | |
| Slavjanski Boelvar     |                                                               |      | 7 sep 2008  |     | |
| Park Pobedy            |                                                               |      | 6 mei 2003  |     | |
| Kievskaja              | BKV vonat symbol                                              |      | 5 apr 1953  | 042 | |
| Smolenskaja            |                                                               |      | 5 apr 1953  | 043 | |
| Arbatskaja             | (Aleksandrovski Sad) (Biblioteka Imeni Lenina) (Borovitskaja) |      | 5 apr 1953  | 044 | |
| Plosjtsjad Revoljoetsi | (Ochotny Rjad) (Teatralnaja)                                  |      | 13 mrt 1938 | 045 | |
| Koerskaja              | (Tsjkalovskaja)                                               |      | 13 mrt 1938 | 046 | |
| Baumanskaja            |                                                               |      | 18 jan 1944 | 047 | Dit station was van 8 februari tot 24 december 2015 gesloten voor groot onderhoud                                                                       |
| Elektrozavodskaja      |                                                               |      | 15 mei 1944 | 048 | Dit station was van mei 2007 tot 28 november 2008 gesloten voor groot onderhoud                                                                         |
| Semjonovskaja          |                                                               |      | 18 jan 1944 | 049 | Geopend als Stalinskaja op 30 november 1961 omgedoopt in Semjonovskaja. Van 15 mei 2005 tot 28 april 2006 was dit station gesloten voor groot onderhoud |
| Partizanskaja          | (Izmajlovo)                                                   |      | 18 jan 1944 | 050 | Geopend als Izmajlovskaja, op 20 augustus 1963 omgedoopt in Izmajlovski Park en op 3 mei 2005 omgedoopt in Partizanskaja.                               |
| Izmailovskaja          |                                                               |      | 21 okt 1961 | 051 | Geopend als Izmajlovski Park, op 20 augustus 1963 omgedoopt in Izmajlovskaja.                                                                           |
| Pervomajskaja          |                                                               |      | 21 okt 1961 | 052 | |
| Sjtsjolkovskaja        |                                                               |      | 22 jul 1963 | 053 | |